# 栓状耳飾り

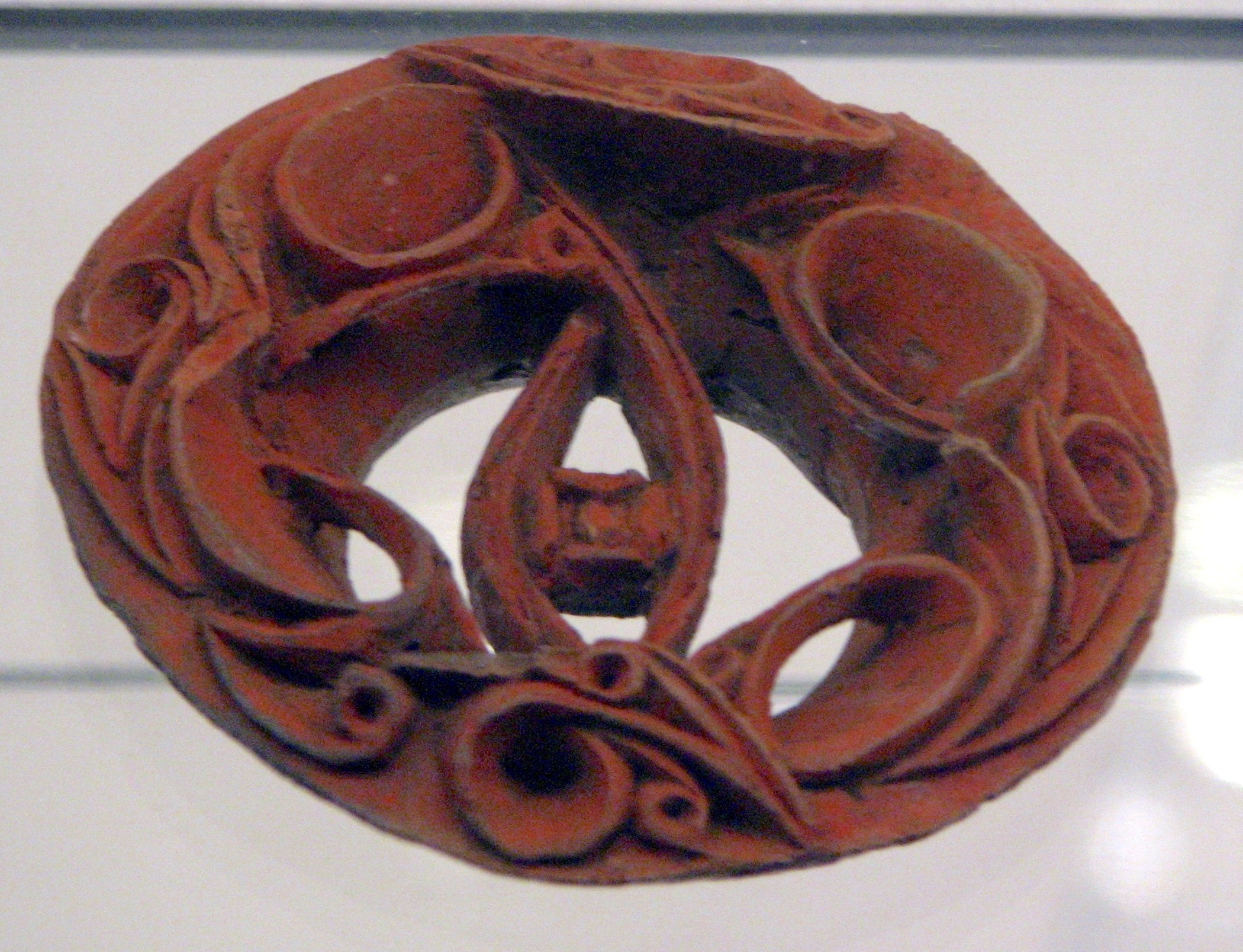
東京都調布市下布田遺跡出土の土製栓状耳飾り（江戸東京たてもの園所蔵）。直径9.8センチメートル、重量75グラムと日本最大級で、粘土が生乾きの段階で花弁様文を肉彫りして整形し、焼成後に樹脂と混交した弁柄を塗布して仕上げた精巧な作品である。出土品群ではなく単体で重要文化財に指定された唯一の耳飾りである。なお、群馬県の千網谷戸遺跡からも同じ意匠の土製耳飾（ギャラリー項参照）が多数出土しており、両者の関係性が推測される。

栓状耳飾り（せんじょうみみかざり）は、日本の縄文時代中期（約5000年前）に隆盛したピアス式耳飾り（イヤリング）の一種である。考古学界では「耳栓」（じせん）と呼ぶのがより一般的だが、いわゆる耳栓（みみせん）と字が同じのため、混同を避けるために本項では「栓状耳飾り」とする。これはまた、縄文時代前期に現れた「玦状耳飾り」（けつじょうみみかざり）と分類上で対になる表記でもあるためである。小型のものを「耳栓」、大型のものを「滑車形耳飾り」（かっしゃがたみみかざり）と呼ぶ分け方もある。

## 概要

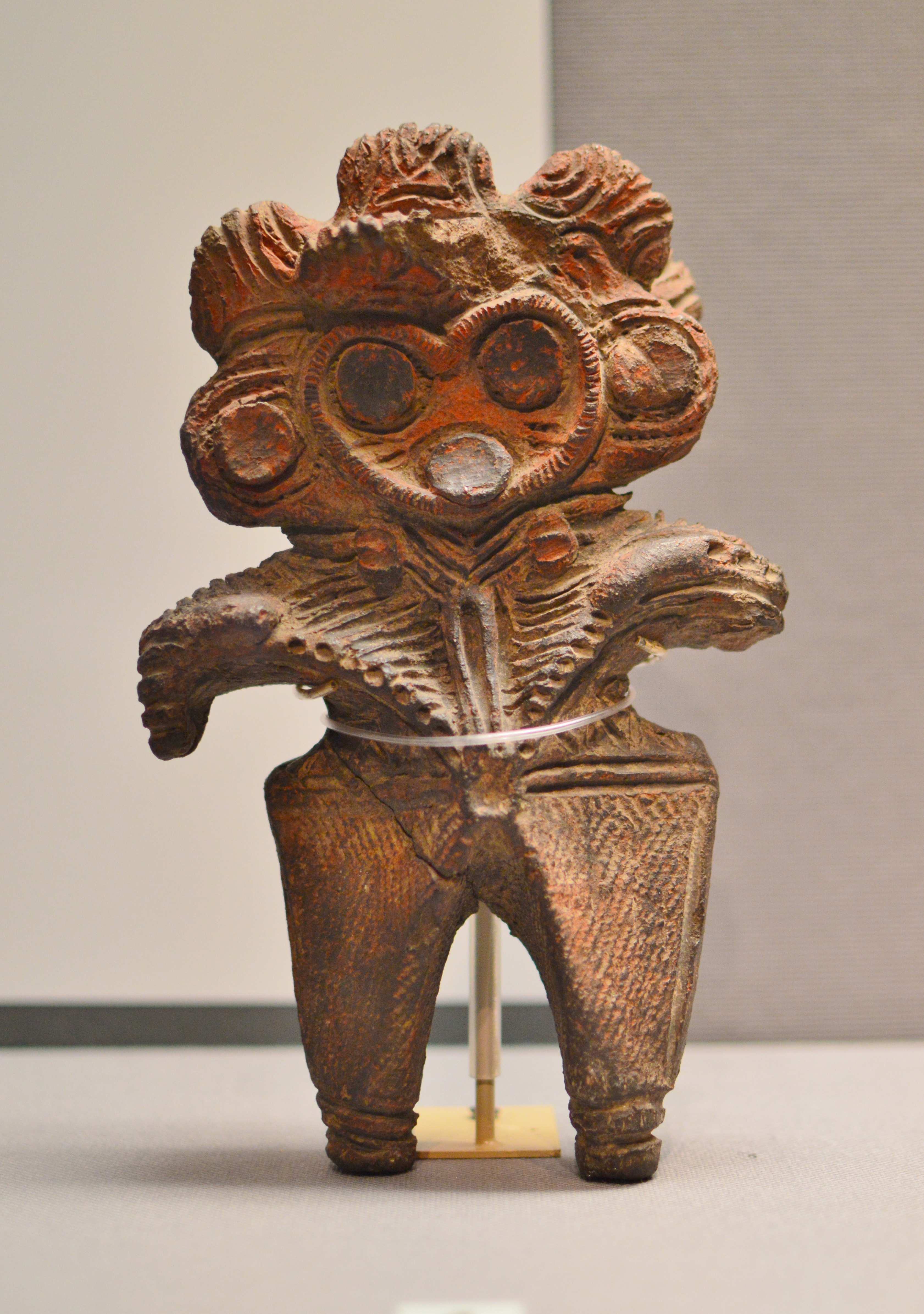
埼玉県さいたま市岩槻区真福寺貝塚出土の「みみずく土偶」（重要文化財、東京国立博物館所蔵）。耳の円板は耳飾りの表現とも推測される。

栓状耳飾りは平たい円柱形をしており、円柱側面はやや窪んでいる。材質は土・木・石・骨角があるが土製が非常に多く、土製のものには、円柱形の内側に曲線的かつ立体的な装飾が施された作品が多い。また、東日本に多く分布する。
考古学研究史上においては、1918年（大正7年）8月の大阪府藤井寺市国府遺跡の発掘調査で人骨とともに出土したことで、今日「栓状耳飾り」に分類される資料が耳飾りの用途を持つことが明らかになった。
耳たぶに開けた孔（ピアスホール）を押し広げ、円柱を嵌め込むようにして装着したと考えられている。大きさは直径1センチメートルから最大10センチメートル程のものが確認されているため、恐らく幼い頃に耳たぶに穿孔して直径の小さなものを装着し、徐々に径の大きいものに付け替えていくことで耳たぶ自体を大きくしていったものと考えられている。
奈良県立橿原考古学研究所は栓状耳飾りの意義について、装着者が熟年であることを明示したステータスシンボルや魔除けとして用いられたと推測している。
群馬県北群馬郡榛東村の茅野遺跡（国の史跡）では装飾性に富んだ577個もの土製栓状耳飾りが出土し、重要文化財に指定され、村立博物館の榛東村耳飾り館での主要な展示品となっている。

## ギャラリー

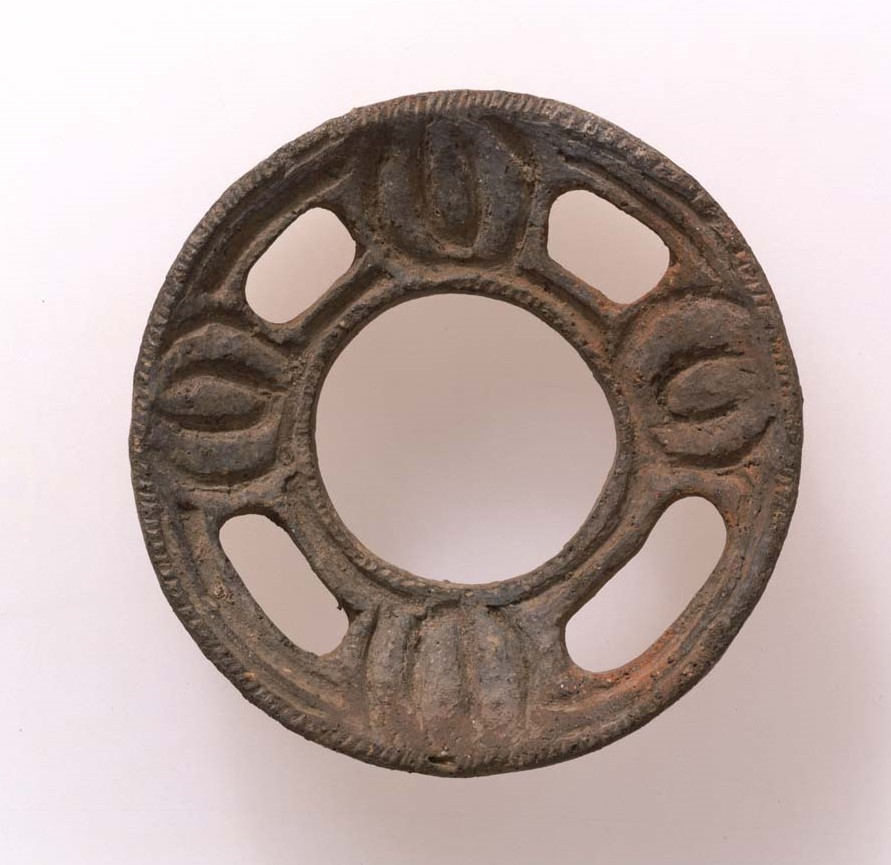
縄文時代後期から晩期の土製栓状耳飾り（東京都あきる野市中高瀬出土、東京国立博物館所蔵）
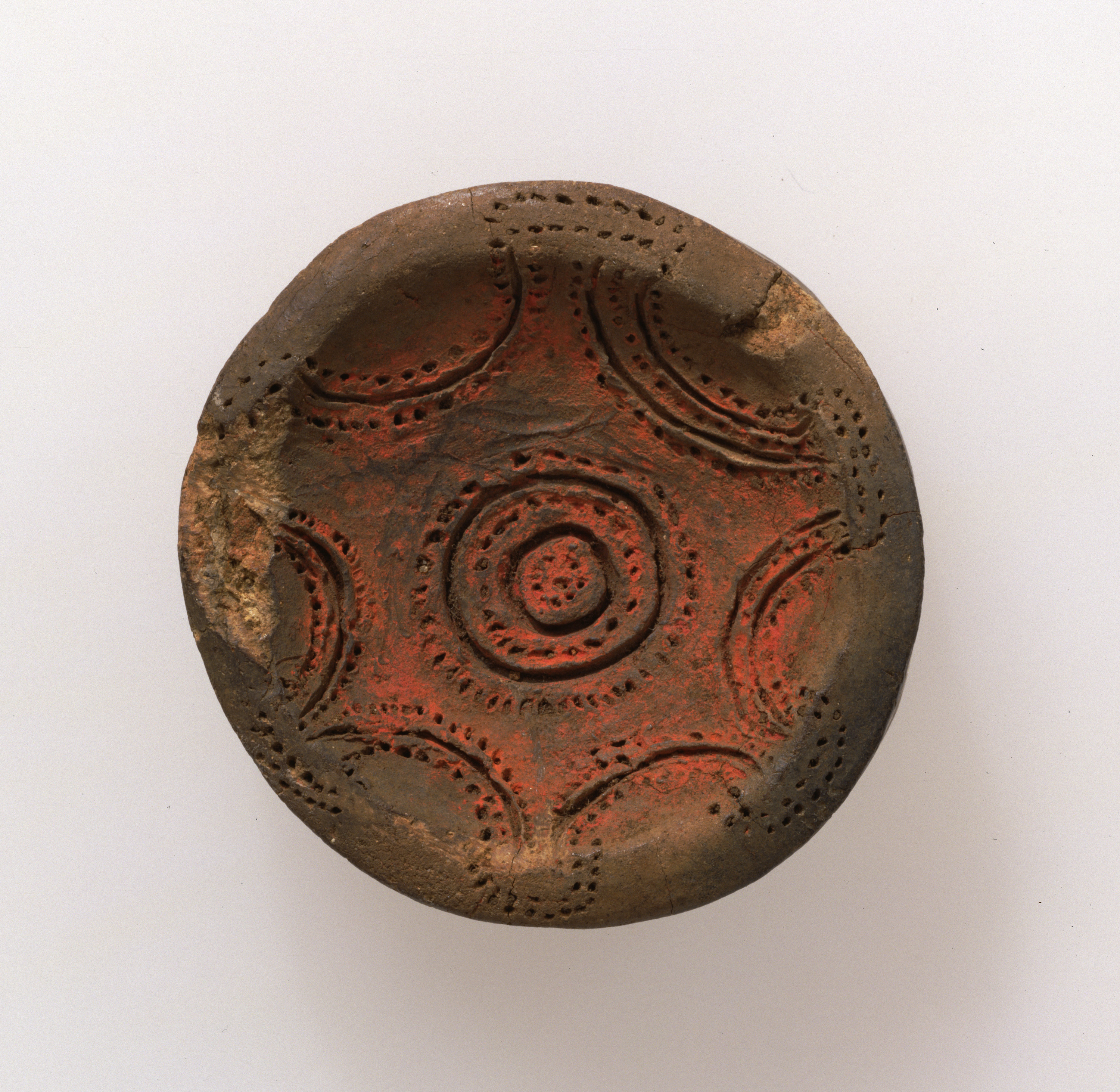
縄文時代後期から晩期の土製栓状耳飾り（東京都あきる野市中高瀬出土、東京国立博物館所蔵）
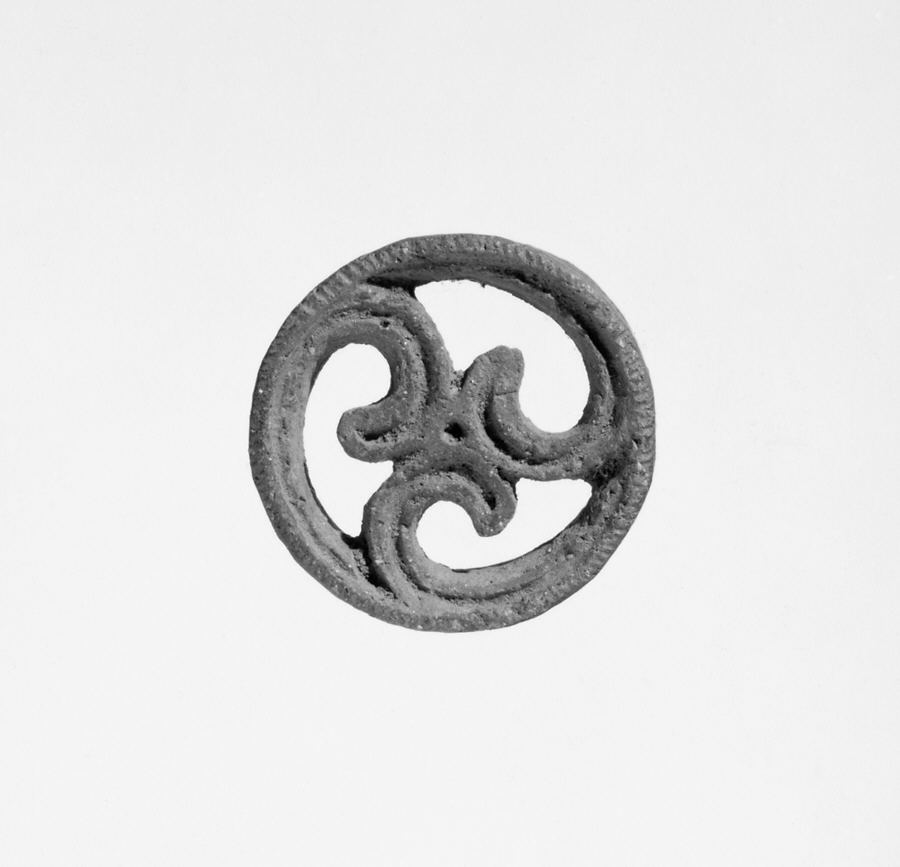
縄文時代晩期の土製栓状耳飾り（メトロポリタン美術館所蔵）
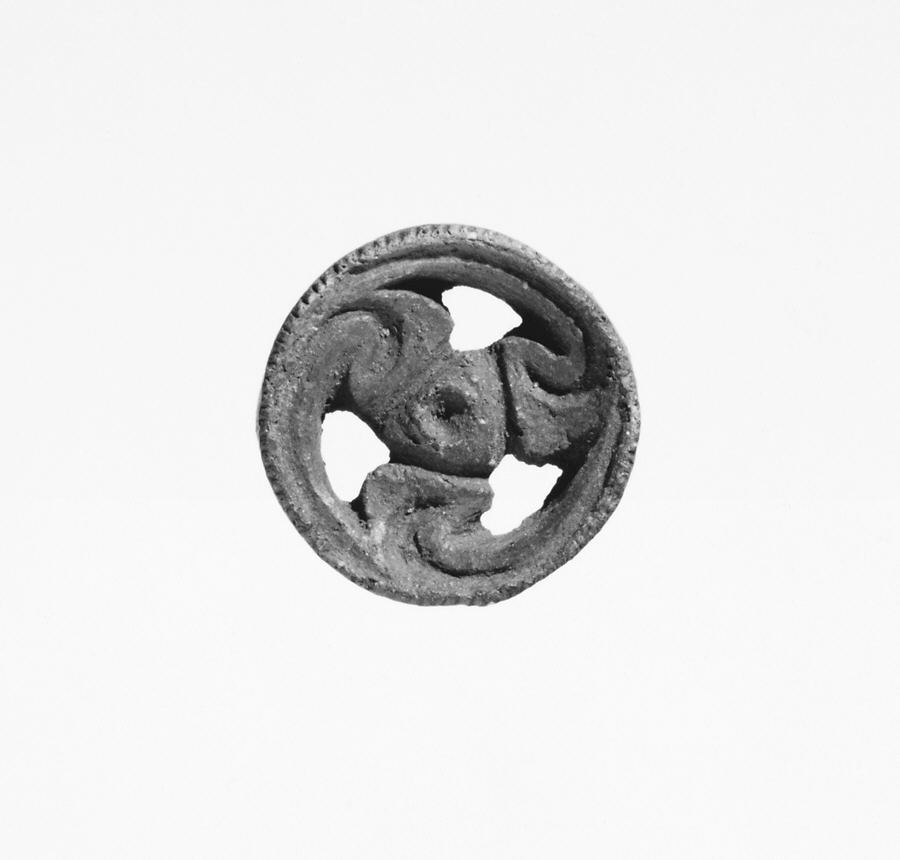
縄文時代晩期の土製栓状耳飾り（メトロポリタン美術館所蔵）
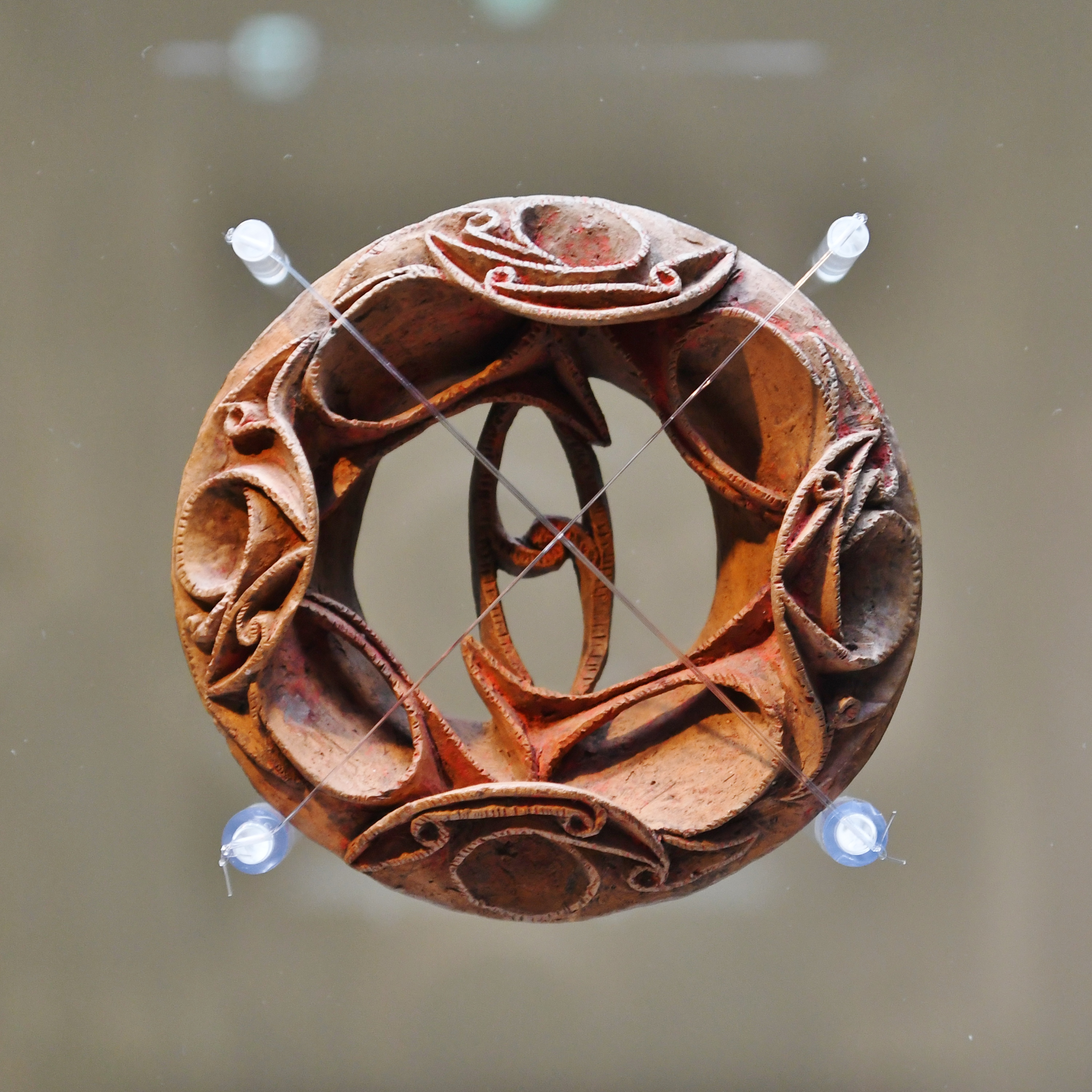
縄文時代晩期の土製栓状耳飾り（千網谷戸遺跡出土、桐生市教育委員会蔵、群馬県立歴史博物館保管）
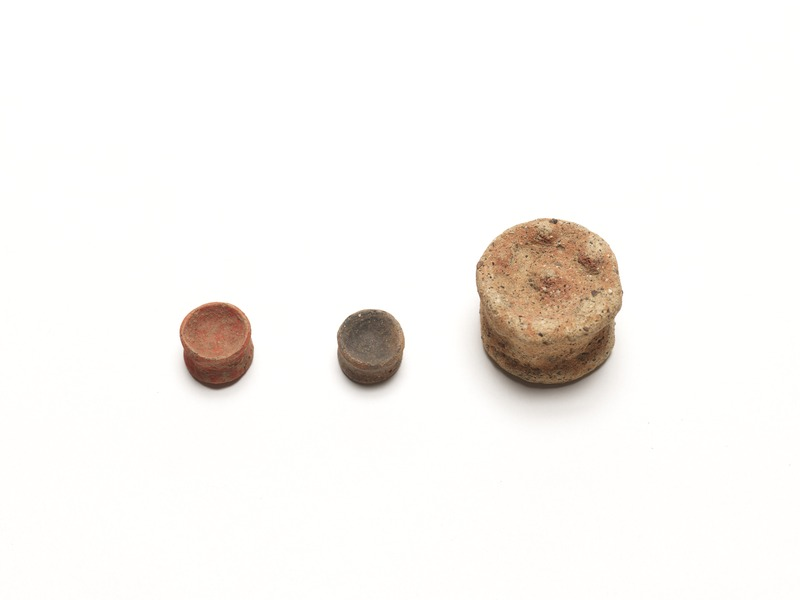
直径が異なる土製栓状耳飾り3点（九州国立博物館所蔵）